# Partido Reformista do Canadá
O Partido Reformista do Canadá (em inglês: Reform Party of Canada; em francês: Parti réformiste du Canada) foi um partido político do Canadá.
Os reformistas foram fundados em 1988, graças à fusão de diversos grupos do ocidente do Canadá, descontentes com o status quo da política nacional. Ideologicamente, o partido seguia uma linha próxima do populismo de direita, com um forte sentimento anti-sistema, além de ser um forte defensor do comércio livre e do neoliberalismo, defendendo cortes no estado social, bem como sendo um apoiante da democracia directa.
Apesar de inicialmente, o partido não ter tido grande impacto, em 1993 o partido, beneficiando do colapso do grande partido de centro-direita, Partido Progressista Conservador do Canadá, emergiu na política nacional como segundo maior partido, obtendo, cerca de, 19% dos votos.
Os reformistas, ao longo da década de 1990, conquistaram o estatuto de maior partido de direita no Canadá, embora, nunca conseguindo ameaçar o domínio do Partido Liberal do Canadá, muito por causa do seu forte social conservadorismo.
Em 2000, o partido iniciou um processo de moderação do seu programa político com o intuito de alargar a sua base eleitoral, transformando-se na Aliança do Canadá, que também pretendia fundir os diversos partidos de centro-direita do Canadá, algo conseguido em 2003, com o aparecimento do Partido Conservador do Canadá.

## Resultados eleitorais

### Eleições legislativas
| Data | Líder           | CI. | Votos     | %              | +/-   | Deputados | +/- | Status            | Notas            |
| ---- | --------------- | --- | --------- | -------------- | ----- | --------- | --- | ----------------- | ---------------- |
| 1988 | Preston Manning | 4.º | 275 767   | 2,09 / 100,00  |       | 0 / 295   |     | Extra-parlamentar |                  |
| 1993 | Preston Manning | 2.º | 2 559 245 | 18,69 / 100,00 | 16,60 | 52 / 295  | 52  | Oposição          | Terceiro partido |
| 1997 | Preston Manning | 2.º | 2 513 080 | 19,35 / 100,00 | 0,66  | 60 / 301  | 6   | Oposição          | Oposição Oficial |